# Палата Митрополије дабробосанске
Палата Митрополије дабробосанске у Сарајеву, резиденција је митрополита дабробосанских и седиште епархијских управних тела. Налази се у непосредној близини Саборне цркве Рођења Пресвете Богородице у Сарајеву, југоисточно од ње, на углу данашњих улица Штросмајерове и Зелених беретки.

## Историјат и архитектура
Темељи за Палату митрополије постављени су 20. септембра 1898. године, а грађевина је довршен 1899. године. За њено пројектовање ангажован је архитекта Рудолф Тениз (Rudolf Tönnies).
Палата је резиденцијално-пословна зграда са ликовно-архитектонским решењима фасада у стилу српско-византијске и неороманске архитектуре.
О довршетку изградње објекта и његовом отворењу, забиљежено је следеће:
Лани је на правосл. Малу Госпојину положен и освештан темељ за нову зграду срп.-прав. митрополије у Сарајеву на рогљу Фрање Јосипа и Рудолфове улице одмах поред срп.-правосл. саборне цркве, а ове је јесени нова митрополија са свијем довршена. Овијех дана преселио се је впреосв. г. А. Е. и Митрополит Мандић са својом конзисторијом, у нову митрополију.
Нова је митрополија укусно и по стилу изведено здање на два ката. У приземљу су дућани, у првом кату лијепе просторије за митрополитску канцеларију и репрезентацију, у другом приватне одаје за Митрополита и писарнице за конзисторију, а и на тавану имају неколике одаје, као и у приземљу за чељад. Први кат моловаће се и намјестити доцније, те се впреосв. г. Митрополит засад смјестио у другом кату.
Нова митрополија имаде веома лијепо моловано пошироко стубиште, до којег се долази из тријема у улици Фрање Јосипа, а један засебан излазак води у црквену порту, која ће се доцније изједначити с улицом и добити нову жељезну ограду. Наша слика приказује нам још старе јаблане пред црквом, који су сада ради изравнања улице оборени.
У нову митрополију уведено је електрично освјетљење у све просторије, а наравно и водовод. Све су просторије подесно распоређене и видне, а из неких је лијеп изглед на Сарајево и на Требевић. Дућани у приземљу издати су под најам и већ заузети.

Нова је митрополија као грађевина најновији украс за само средиште напреднога Сарајева.— Зграда српско-православне митрополије у Сарајеву, Календар Бошњак, XVIII/1900, Сарајево, Земаљска штампарија, стр. 64.

## Национални споменик БиХ
Kомисија за очување националних споменика, на седници одржаној од 4. до 11. септембра 2006. године, донела одлуку да се Православна Митрополија са покретним наслеђем прогласи за национални споменик БиХ.
Покретно наслеђе сачињава:
- збирка слика: 14 портрета митрополита, две слике религиозне тематике и једна икона
- намјештај: две салонске гарнитуре (укупно 16 предмета), две трпезарије (укупно 25 предмета) и две витрине.

## Митрополити
- Сава Kосановић (1881—1885)
- Георгије Николајевић (1885—1896)
- Николај Мандић (1896—1907)
- Евгеније Летица (1908—1920)
- Петар Зимоњић (1920—1941)
- Нектарије Круљ (1951—1966)
- Владислав Митровић (1967—1992)
- Николај Мрђа (1992—2015)
- Григорије Дурић (2015—2017), администратор
- Хризостом Јевић (2017-)